# Danny Holla
Danny Holla (Almere, 31 dicembre 1987) è un ex calciatore olandese, di ruolo centrocampista.